# Aamir Khan
Aamir Khan (tiếng Hindi: आमिर खान, sinh ngày 14 tháng 3 năm 1965) là nam diễn viên điện ảnh, nhà sản xuất kiêm đạo diễn phim người Ấn Độ. Anh được xem là người tiên phong và là một trong những diễn viên hàng đầu của điện ảnh Bollywood.
Ngoài ra anh còn là Đại sứ thiện chí UNICEF tại khu vực Nam Á cùng với Sachin Tendulkar.

## Các phim đã đóng
| Năm  | Phim                      | Vai diễn                                                 | Ghi chú |
| ---- | ------------------------- | -------------------------------------------------------- | --- |
| 1973 | Yaadon Ki Baaraat         | Ratan hồi nhỏ                                            | |
| 1974 | Madhosh                   | Nghệ sĩ nhỏ                                              | |
| 1983 | Paranoia                  |                                                          | Phim ngắn |
| 1984 | Holi                      | Madan Sharma                                             | |
| 1988 | Qayamat Se Qayamat Tak    | Raj                                                      | National Film Special Jury Award (also for Raakh) Filmfare Award for Best Male Debut Nominated—Filmfare Award for Best Actor |
| 1989 | Raakh                     | Aamir Hussein                                            | National Film Special Jury Award (also for Qayamat Se Qayamat Tak) Nominated—Filmfare Award for Best Actor                   |
| 1989 | Love Love Love            | Amit                                                     | |
| 1990 | Awwal Number              | Sunny                                                    | |
| 1990 | Tum Mere Ho               | Shiva                                                    | |
| 1990 | Dil                       | Raja                                                     | Nominated—Filmfare Award for Best Actor                                                                                      |
| 1990 | Deewana Mujh Sa Nahin     | Ajay Sharma                                              | |
| 1990 | Jawani Zindabad           | Shashi                                                   | |
| 1991 | Afsana Pyaar Ka           | Raj                                                      | |
| 1991 | Dil Hai Ke Manta Nahin    | Raghu Jetley                                             | Nominated—Filmfare Award for Best Actor                                                                                      |
| 1991 | Isi Ka Naam Zindagi       | Chotu                                                    | |
| 1991 | Daulat Ki Jung            | Rajesh Chaudhry                                          | |
| 1992 | Jo Jeeta Wohi Sikandar    | Sanjaylal Sharma                                         | Nominated—Filmfare Award for Best Actor                                                                                      |
| 1993 | Parampara                 | Ranbir Prithvi Singh                                     | |
| 1993 | Hum Hain Rahi Pyar Ke     | Rahul Malhotra                                           | Nominated—Filmfare Award for Best Actor                                                                                      |
| 1993 | Damini                    | Himself                                                  | Special appearance |
| 1994 | Andaz Apna Apna           | Amar Manohar                                             | Nominated—Filmfare Award for Best Actor                                                                                      |
| 1995 | Baazi                     | Amar Damjee                                              | |
| 1995 | Aatank Hi Aatank          | Rohan                                                    | |
| 1995 | Rangeela                  | Munna                                                    | Nominated—Filmfare Award for Best Actor                                                                                      |
| 1995 | Akele Hum Akele Tum       | Rohit                                                    | |
| 1996 | Raja Hindustani           | Raja Hindustani                                          | Filmfare Award for Best Actor                                                                                                |
| 1997 | Ishq                      | Raja                                                     | |
| 1998 | Ghulam                    | Siddharth Marathe                                        | Nominated—Filmfare Award for Best Actor Nominated—Filmfare Award for Best Male Playback Singer                               |
| 1999 | Sarfarosh                 | Ajay Singh Rathod                                        | Nominated—Filmfare Award for Best Actor                                                                                      |
| 1999 | Mann                      | Dev Karan Singh                                          | |
| 1999 | Earth (1947)              | Dil Navaz                                                | |
| 2000 | Mela                      | Kishan Pyare                                             | |
| 2001 | Lagaan                    | Bhuvan                                                   | Filmfare Award for Best Actor                                                                                                |
| 2001 | Dil Chahta Hai            | Akash Malhotra                                           | Nominated—Filmfare Award for Best Actor                                                                                      |
| 2005 | Mangal Pandey: The Rising | Mangal Pandey                                            | Nominated—Filmfare Award for Best Actor                                                                                      |
| 2006 | Rang De Basanti           | Daljit 'DJ' Singh                                        | Filmfare Critics Award for Best Actor Nominated—Filmfare Award for Best Actor                                                |
| 2006 | Fanaa                     | Rehan Quadri                                             | |
| 2007 | Taare Zameen Par          | Ram Shankar Nikumbh                                      | Nominated—Filmfare Award for Best Supporting Actor Filmfare Award for Best Director                                          |
| 2008 | Ghajini                   | Sanjay Singhania                                         | Nominated—Filmfare Award for Best Actor                                                                                      |
| 2009 | Luck by Chance            | Himself                                                  | Special appearance |
| 2009 | 3 Idiots                  | Ranchhoddas Shamaldas Chanchad (Rancho)/ Phunsukh Wangdu | Nominated—Filmfare Award for Best Actor                                                                                      |
| 2010 | Dhobi Ghat                | Arun                                                     | |
| 2012 | Talaash: Trái tim cô độc  |                                                          | Sắp chiếu |
| 2013 | Dhoom 3: Back in Action   | Sahir.Samar                                              | |
| 2014 | PK: Ngây thơ              | PK                                                       | |
| 2016 | Dangal hoặc Đô vật        |                                                          | |